# Alondras Club de Fútbol
Maillots
Le Alondras Club de Fútbol est un club de espagnol de football basé à Cangas do Morrazo en Galice.

## Saisons
| Primera División   | 0  |
| Segunda División   | 0  |
| Segunda División B | 0  |
| Tercera División   | 41 |